# Поляков, Сергей Владимирович (футболист)
Сергей Владимирович Поляков (20 февраля 1975) — белорусский футболист, полузащитник. Сыграл 1 матч за сборную Беларуси.

## Биография

### Клубная карьера
Профессиональную карьеру начал в украинской команде «Шахтёр» (Павлоград), за которую сыграл 27 матчей и забил 2 гола в Первой лиге Украины. В 1993 году перешёл в клуб Первой лиге Беларуси МПКЦ. В высшей лиге дебютировал в 1994 году, сыграв 3 матча в аренде в клубе «Бобруйск». По итогам сезона 1994/95 МПКЦ стал победителем Первой лиги и также перешёл в высшую лигу. В 1996 году Поляков выступал за другой клуб высшей лиги «Белшина», после чего ещё два года выступал в МПКЦ. Сезон 1999 года пропустил, в 2000 году выступал в минском клубе второй лиги «Академия-Славия». Сезон 2001 отыграл в высшей лиге за минское «Торпедо». В 2002 году перешёл в минский «Локомотив», по итогам сезона клуб занял третье место в первой лиге и вышел в высший дивизион. В сезоне 2003 провёл за «Локомотив» 6 матчей в высшей лиге и завершил карьеру по окончании сезона.
Всего за карьеру провёл 106 матчей и забил 12 голов в высшей лиге.

### Карьера в сборной
Единственный матч за сборную Беларуси сыграл 5 января 1997 года, появившись в стартовом составе на товарищеский матч со сборной Египта, и был заменён на 65-й минуте.